# Лейзі-Ейкерс (Колорадо)
Лейзі-Ейкерс (англ. Lazy Acres) — переписна місцевість (CDP) в США, в окрузі Боулдер штату Колорадо. Населення — 957 осіб (2020).

## Географія
Лейзі-Ейкерс розташоване за координатами 40°5′8″ пн. ш. 105°20′5″ зх. д. / 40.08556° пн. ш. 105.33472° зх. д. (40.085515, -105.334777).  За даними Бюро перепису населення США в 2010 році переписна місцевість мала площу 13,70 км², з яких 13,70 км² — суходіл та 0,00 км² — водойми.

## Демографія
Згідно з переписом 2010 року, у переписній місцевості мешкало 920 осіб у 420 домогосподарствах у складі 281 родини. Густота населення становила 67 осіб/км².  Було 443 помешкання (32/км²).
Расовий склад населення:
| - 96,5 % — білих - 1,2 % — азіатів - 0,3 % — чорних або афроамериканців - 0,2 % — корінних американців |

До двох чи більше рас належало 1,7 %. Частка іспаномовних становила 1,4 % від усіх жителів.
За віковим діапазоном населення розподілялося таким чином: 17,2 % — особи молодші 18 років, 68,0 % — особи у віці 18—64 років, 14,8 % — особи у віці 65 років та старші. Медіана віку мешканця становила 50,5 року. На 100 осіб жіночої статі у переписній місцевості припадало 102,2 чоловіків;  на 100 жінок у віці від 18 років та старших — 108,8 чоловіків також старших 18 років.
Середній дохід на одне домашнє господарство  становив 196 206 доларів США (медіана — 124 722), а середній дохід на одну сім'ю — 256 320 доларів (медіана — 185 188). За межею бідності перебувало 7,7 % осіб, у тому числі 0,0 % дітей у віці до 18 років та 0,0 % осіб у віці 65 років та старших.
Цивільне працевлаштоване населення становило 519 осіб. Основні галузі зайнятості: науковці, спеціалісти, менеджери — 20,2 %, фінанси, страхування та нерухомість — 17,1 %, виробництво — 11,2 %, освіта, охорона здоров'я та соціальна допомога — 9,6 %.